# Qabaqçöl
Qabaqçöl est une municipalité du raion de Balakən, en Azerbaïdjan. Sa population a été évaluée à 1 004 habitants.